# St. Margaretha (Pfelling)

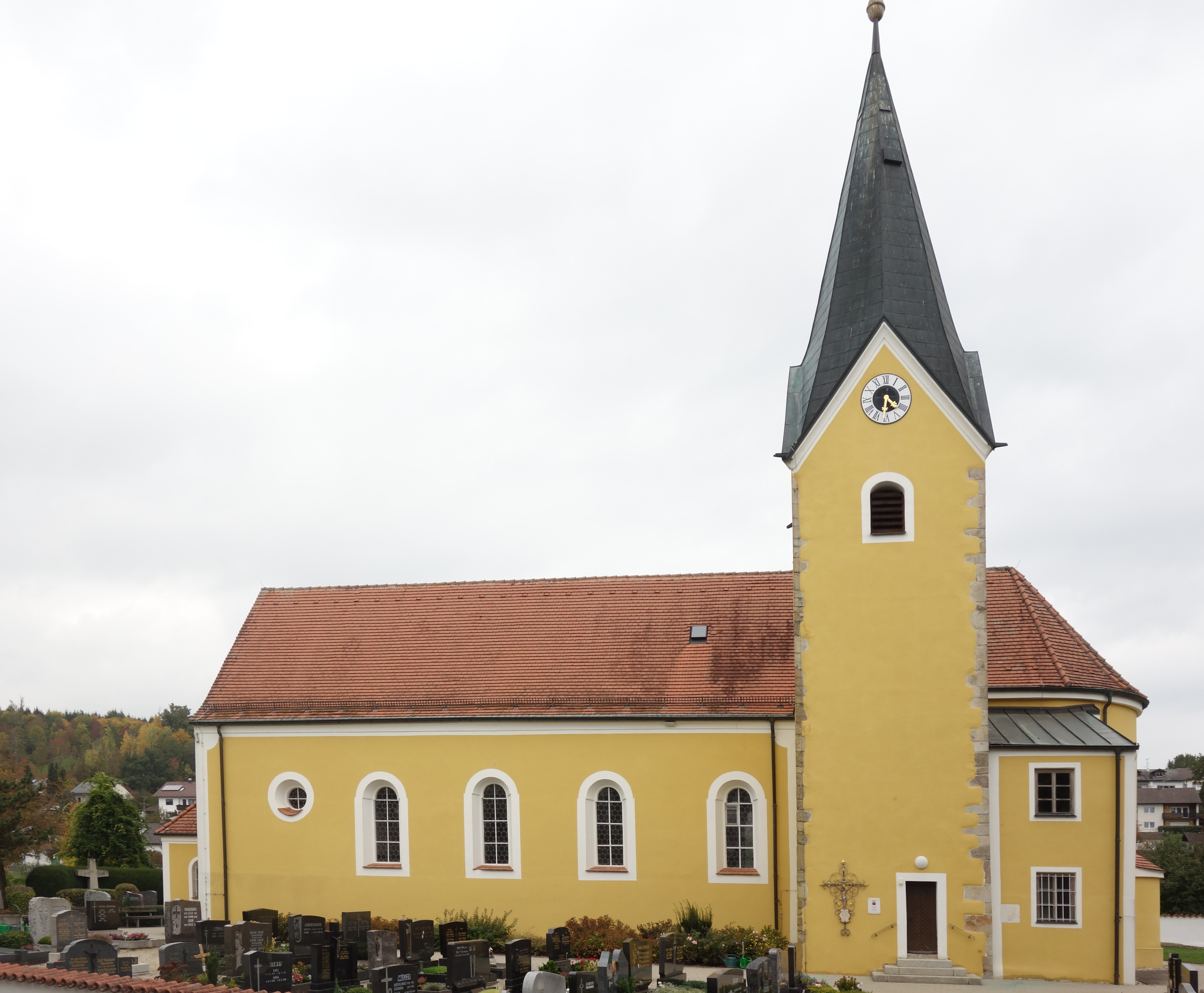
Die Pfarrkirche St. Margaretha

Die römisch-katholische Kirche St. Margaretha in Pfelling ist eine denkmalgeschützte Pfarrkirche der Pfarreiengemeinschaft Bogenberg-Degernbach-Pfelling. 

## Geschichte und Architektur
Mit dem Bau der Kirche wurde Mitte des 13. Jahrhunderts begonnen. Das Langhaus war 18 Meter lang, 9 Meter breit, 6,50 Meter hoch und hatte einen geraden Chorabschluss. Ein 19 Meter hoher Turm an der Südseite des Langhauses, 5 Meter breit und 3,50 tief, schloss in gerader Linie mit der Ostfront des Langhauses ab. Im Jahr 1295 soll die Kirche vom Passauer Bischof Bernhard von Prambach konsekriert worden sein.
Im Jahr 1892  wurde die Sakristei und 1907 ein Chor mit 5⁄8-Schluss angebaut.

## Ausstattung

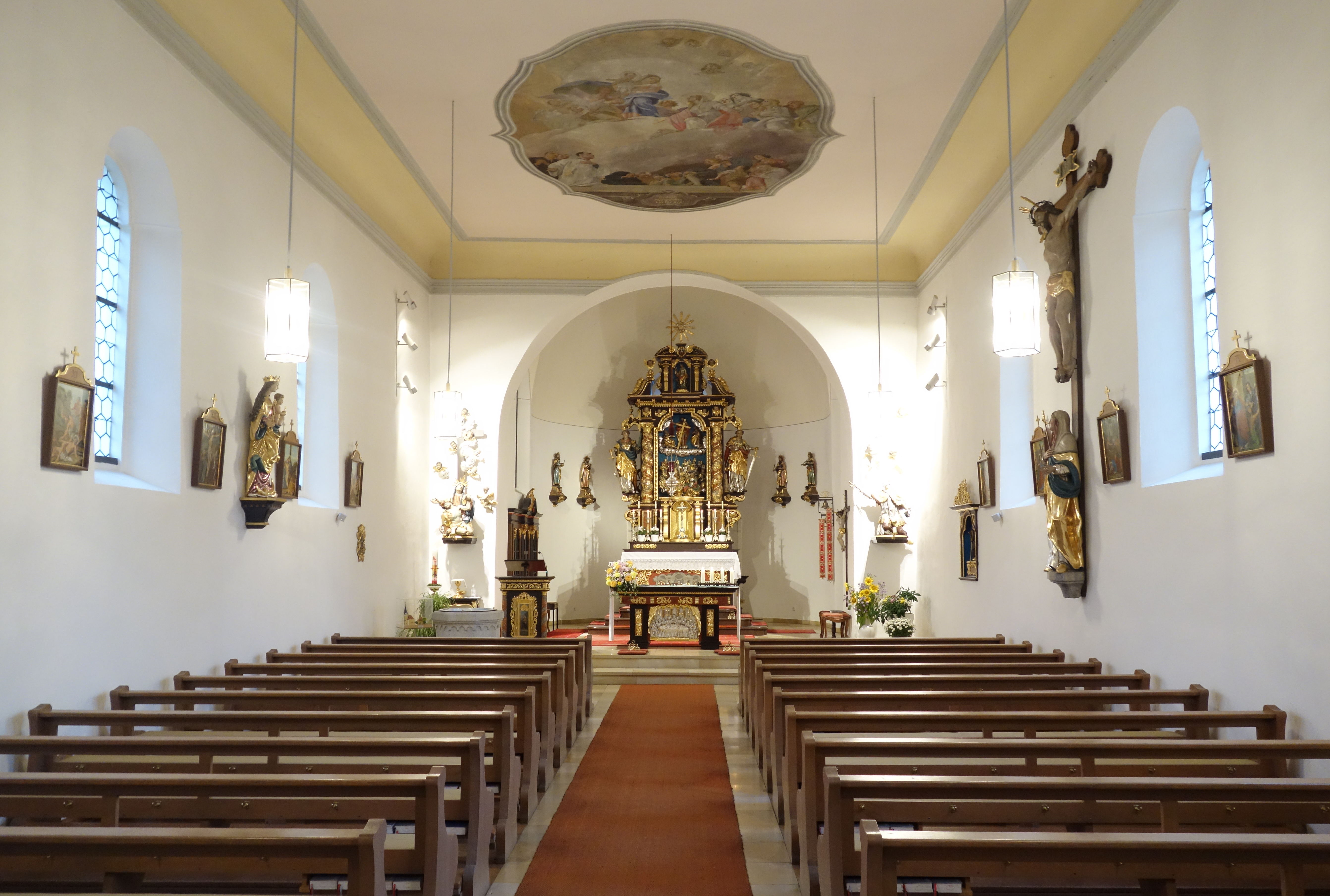
Blick auf den Altar

Der Hochaltar wurde im dritten Viertel des 17. Jahrhunderts geschaffen und 1908 restauriert.

## Orgel

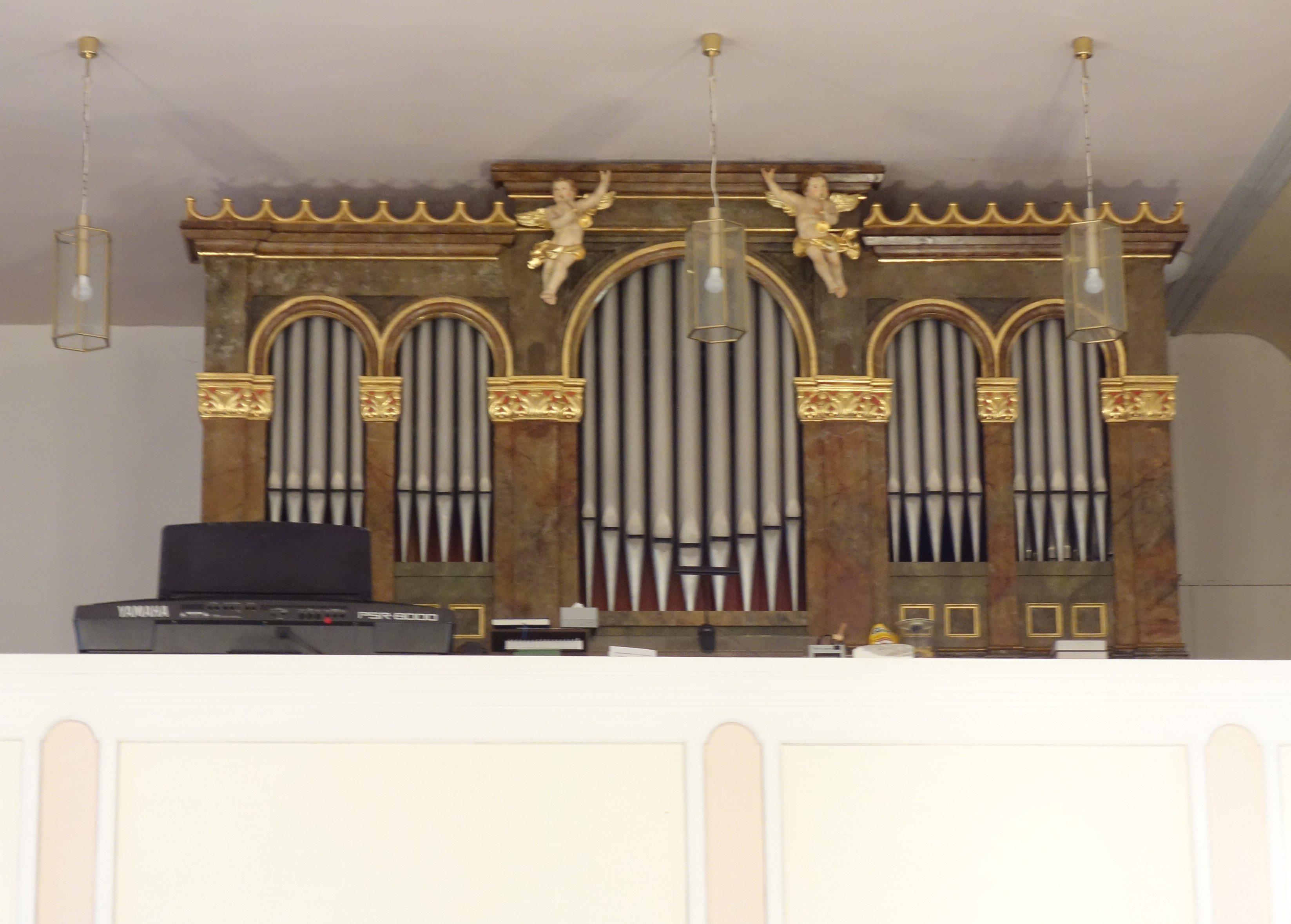
Die Ismayr-Orgel

Die Orgel mit 16 Registern auf zwei Manualen und Pedal wurde 1979 von Günter Ismayr in das Gehäuse des Vorgängerinstruments von Ludwig Edenhofer aus dem Jahr 1865 gebaut. Die Disposition lautet:
| I Hauptwerk C–g3 |       |
| Bourdon          | 16′   |
| Principal        | 8′    |
| Flöte            | 8′    |
| Salicional       | 8′    |
| Oktav            | 4′    |
| Flöte            | 4′    |
| Octav            | 2′    |
| Mixtur III       | 1 ⁄3′ |

| II Schwellwerk C–g3 |       |
| Gedeckt             | 8′    |
| Gambetta            | 4′    |
| Principal           | 2′    |
| Cornettino III      | 2 ⁄3′ |
| Scharf IV           | 1′    |

| Pedal C–f1   |     |
| Subbaß       | 16′ |
| Octavbaß     | 8′  |
| Choralbaß II | 4′  |

- Koppeln: II/I, I/P, II/P
- Bemerkungen: Schleifladen, mechanische Spiel- und Registertraktur